# Сусіди (фільм, 1979, Литва)
«Сусіди» («Kaimynai») — радянський двосерійний телефільм 1979 року, знятий режисером Відмантасом Бачюлісом на Литовській кіностудії.

## Сюжет
Телефільм створений за однойменним романом Юозаса Паукштяліса.
Фільм розповідає просту історію про двох молодих закоханих, їхнє трагічне і нещасливе кохання, класові забобони батьків їх розлучили і зруйнували мрії про щастя.

## У ролях
- Ремігіюс Сабуліс — Йонас Лукна
- Еугенія Шулгайте — Лукнене, мати Йонаса
- Юрате Шимкуте — Салюте Клібайте
- Юрате Онайтіте — Піле Балзарайте
- Леонардас Зельчюс — Балзарас
- Дануте Юроніте-Зельчювене — Балзарене
- Юозас Мешкаускас — Клібас
- Яніна Берукштіте — Клібене
- Вацловас Контраускас — Аніцетас
- Альгіс Кібартас — Андрійко
- Вітаутас Думшайтіс — Семенас
- Геновайте Толкуте-Габренене — Баронене
- Антанас Габренас — ксьондз
- Вітаутас Шімкус — Гаурільчікас
- Алдона Йодкайте — епізод
- Ірміна Медейшите — епізод
- Маргарита Півараускайте — епізод
- Віолетта Подольскайте — епізод
- Бронюс Талачка — епізод
- Аурімас Бабкаускас — епізод
- Альгірдас Сабаліс — епізод
- Лілія Жадейкіте — епізод
- Альгімантас Зігмантавічюс — Яцюсь Балзарас
- Раса Кіркільоніте — епізод
- Антанас Пікяліс — епізод
- Миколас Смагураускас — епізод
- Агне Грегораускайте — епізод
- Алдона Ведайте — епізод
- Альгірдас Заланскас — епізод
- Марія Скубутіте — епізод
- Юозас Ярушявічюс — епізод
- Рамунас Жилакаускас — епізод
- Вікторас Валашинас — епізод
- Йонас Брашкіс — епізод
- Владас Радвілавічюс — епізод

## Знімальна група
- Режисер — Відмантас Бачюліс
- Сценаристи — Відмантас Бачюліс, Валентина Паукштяліте
- Оператори — Зігмас Гружінскас, Антанас Вірбіцкас, Антанас Паулаускас
- Композитор — Вітаутас Монтвіла
- Художник — Вітаутас Меркіс